# 야소톤
야소톤(태국어: ยโสธร)은 태국 북동부의 치 강 유역의 읍(테사반 므앙)이다. 야소톤 주의 주도이자 행정 중심이며 므앙야소톤 군에 속한다. 인구는 2005년 기준으로 21,134명이다. 태국의 수도 방콕에서 북동쪽으로 500km 이상 떨어져 있다.